# Tour al País de Vaud
El Tour al País de Vaud (oficialment: Tour du Pays de Vaud) és una competició ciclista per etapes que es disputa al cantó de Vaud, a Suïssa. Des del 2015 forma part de la Copa de les Nacions UCI júnior. Està reservada a ciclistes de categoria júnior (17 i 18 anys).

## Palmarès
| Any       | Vencedor                 | Segon                  |                        |
| --------- | ------------------------ | ---------------------- | ---------------------- |
| 1967      | Arthur Dahinden          |                        |                        |
| 1968      | Bruno Hubschmid          |                        |                        |
| 1969      | Adriano Bonardi          |                        |                        |
| 1972      | Werner Fretz             |                        |                        |
| 1971      | Gianbattista Baronchelli |                        |                        |
| 1972      | Denis Champion           |                        |                        |
| 1973      | Henri-Daniel Reymond     |                        |                        |
| 1974      | Serge Demierre           |                        |                        |
| 1975      | Robert Dill-Bundi        |                        |                        |
| 1976      | Jean-Marie Grezet        |                        |                        |
| 1977      | Hubert Seiz              |                        |                        |
| 1978      | Jürg Bruggmann           |                        |                        |
| 1979      | Léo Schoenenberger       |                        |                        |
| 1980      | Anul·lada                |                        |                        |
| 1981      | Jochen Baumann           |                        |                        |
| 1982      | Torjus Larsen            |                        |                        |
| 1983      | Marius Frei              |                        |                        |
| 1984      | Norbert Kostel           |                        |                        |
| 1985      | Felice Puttini           |                        |                        |
| 1986      | Jens Jentner             |                        |                        |
| 1987      | Milan Dvorščík           | Peter Bodenmann        | Daniel Van Steenbergen |
| 1988      | Alessandro Bertolini     | Andrea Zamboni         | Pavel Padrnos          |
| 1989      | Alessandro Bertolini     | Nicola Loda            | Beat Zberg             |
| 1990      | Danilo Klaar             |                        |                        |
| 1991      | Anul·lada                |                        |                        |
| 1992      | Emanuele Granzotto       |                        |                        |
| 1993      | Beat Blum                |                        |                        |
| 1994      | Rico Götz                |                        |                        |
| 1995      | Martin Elmiger           |                        |                        |
| 1996      | Rubens Bertogliati       |                        |                        |
| 1997      | Sandro Güttinger         |                        |                        |
| 1998      | Grégory Rast             |                        |                        |
| 1999      | Fabian Cancellara        |                        |                        |
| 2000      | Daniele Colli            |                        |                        |
| 2001      | Patrick Gassmann         |                        |                        |
| 2002      | Dmitry Kozontchuk        |                        |                        |
| 2003      | Kai Reus                 |                        |                        |
| 2004      | Michael Schär            |                        |                        |
| 2005      | Ian Stannard             | Nicolas Schnyder       | André Steensen         |
| 2006      | Daniele Ratto            | Tejay van Garderen     | Ramūnas Navardauskas   |
| 2007      | Christopher Juul Jensen  | Silvan Dillier         | Evgeni Panayotov       |
| 2008      | Moreno Moser             | Luke Rowe              | Erick Rowsell          |
| 2009      | Nathan Brown             | Christian Mathiesen    | Jelle Lugten           |
| 2010      | Lasse Norman Hansen      | Petr Vakoč             | Lawson Craddock        |
| 2011      | Peter Mathiesen          | Søren Kragh Andersen   | Stefan Küng            |
| 2012      | Taylor Eisenhart         | Peter Mathiesen        | Frederik Plesner       |
| 2013      | Geoffrey Curran          | Christoffer Lisson     | Jonas Gregaard         |
| 2014      | Adrien Costa             | Kevin Geniets          | William Barta          |
| 2015      | Adrien Costa             | Gino Mader             | Anthon Charmig         |
| 2016      | Marc Hirschi             | Dinmukhammed Ulysbayev | Felix Gall             |
| 2017      | Andreas Leknessund       | Theo Nonnez            | Leon Heinschke         |
| 2018      | Mattias Skjelmose Jensen | William Blume Levy     | Ludvig Aasheim         |
| 2019      | Marco Brenner            | Lars Boven             | William Blume Levy     |
| 2020-2021 | no disputat              | no disputat            | no disputat            |
| 2022      | Jan Christen             | Johannes Kulset        | Menno Huising          |